# Čas je velika smetanova torta
Čas je velika smetanova torta je slikanica slovenskega pisatelja Miha Mazzinija in ilustratorke Mojce Osojnik. Izšla je leta 1999.

## Vsebina
Slikanica otrokom razloži koncept časa.